# Metanossulfonato de metila
Metanossulfonato de metila (abreviado como MMS, do inglês methyl methanesulfonate) é composto orgânico sulfurado de fórmula C2H6O3S. É um agente alquilante e um carcinógeno. É também uma substância suspeita de ser um tóxico reprodutivo, e também pode ser um tóxico para órgãos dos sentidos e para a pele. É usada no tratamento de câncer.

## Reações químicas com o DNA
MMS metila DNA em N7-deoxiguanina e N3-deoxiadenina. Originalmente, a esta ação foi atribuída a causa direta de quebra das cadeias duplas de DNA, devido a células deficientes em recombinação homóloga são particularmente vulneráveis aos efeitos do MMS.